# Flughafen Rennes

i7
i11
i13
Der Flughafen Rennes (frz. Aéroport Rennes - Saint-Jacques "Joseph Le Brix", IATA-Code: RNS, ICAO-Code: LFRN) liegt in der Gemeinde Saint-Jacques-de-la-Lande im französischen Département Ille-et-Vilaine, rund acht Kilometer südwestlich von Rennes. Er ist ein bedeutender Fracht- und Passagierflughafen, hat rund um die Uhr geöffnet und ist nach dem französischen Flugpionier Joseph Le Brix (1899–1931) benannt.

## Geschichte
Der Flughafen wurde im Jahre 1932 erbaut. Es bestand der Bedarf an einem Fracht- und Verkehrsflughafen. Während des Zweiten Weltkrieges wurde der Flughafen militärisch genutzt. Nach der Besetzung durch Deutschland ab Juni 1940 diente der Flughafen als Stützpunkt der Luftwaffe. Die III. Gruppe des Kampfgeschwaders 27 (III./KG 27) lag von Juli 1940 bis April 1941 in Rennes und nahm in dieser Zeit an der Luftschlacht um England teil.
Ein Jahr später, im April 1942, lag hier für einen kürzeren Zeitraum die 9. Staffel des Kampfgeschwaders 40 (9./KG 40). Hauptnutzer war jedoch anschließend zwischen August 1942 und Mitte Juni 1944 die 3. Staffel der Aufklärungsgruppe 123 (3.(F)/123), die hauptsächlich die Ju 88 einsetzte. Beide Verbände waren dem Fliegerführer Atlantik unterstellt.
Am 7. August 1944 wurde der Flughafen von amerikanischen Truppen zurückerobert, die ihn nach wenigen Tagen als Advanced Landing Ground ALG A-27, so seine alliierte Codebezeichnung, weiter nutzten. Ihn nutzten im August 1944 die 10th Photographic Group (Reconnaissance), sie flog mehrheitlich die Lockheed P-38 Lightning und North American P-51 Mustang, und daneben bis in den September 1944 die 362nd Fighter Group mit ihren Republic P-47 Thunderbolt. Anschließend lag hier bis in den Oktober 1944 noch die 125th Liaison Squadron. Ende November 1944 endete die Nutzung durch die Ninth Air Force der United States Army Air Forces (USAAF).
Nach Ende des Krieges wurde der Flughafen ab 1946 wieder zivil genutzt.

## Flugverbindungen
Rennes wird aus dem deutschsprachigen Raum nicht mehr von der Lufthansa von Frankfurt aus angeflogen (Stand März 2025).

## Technik am Flughafen

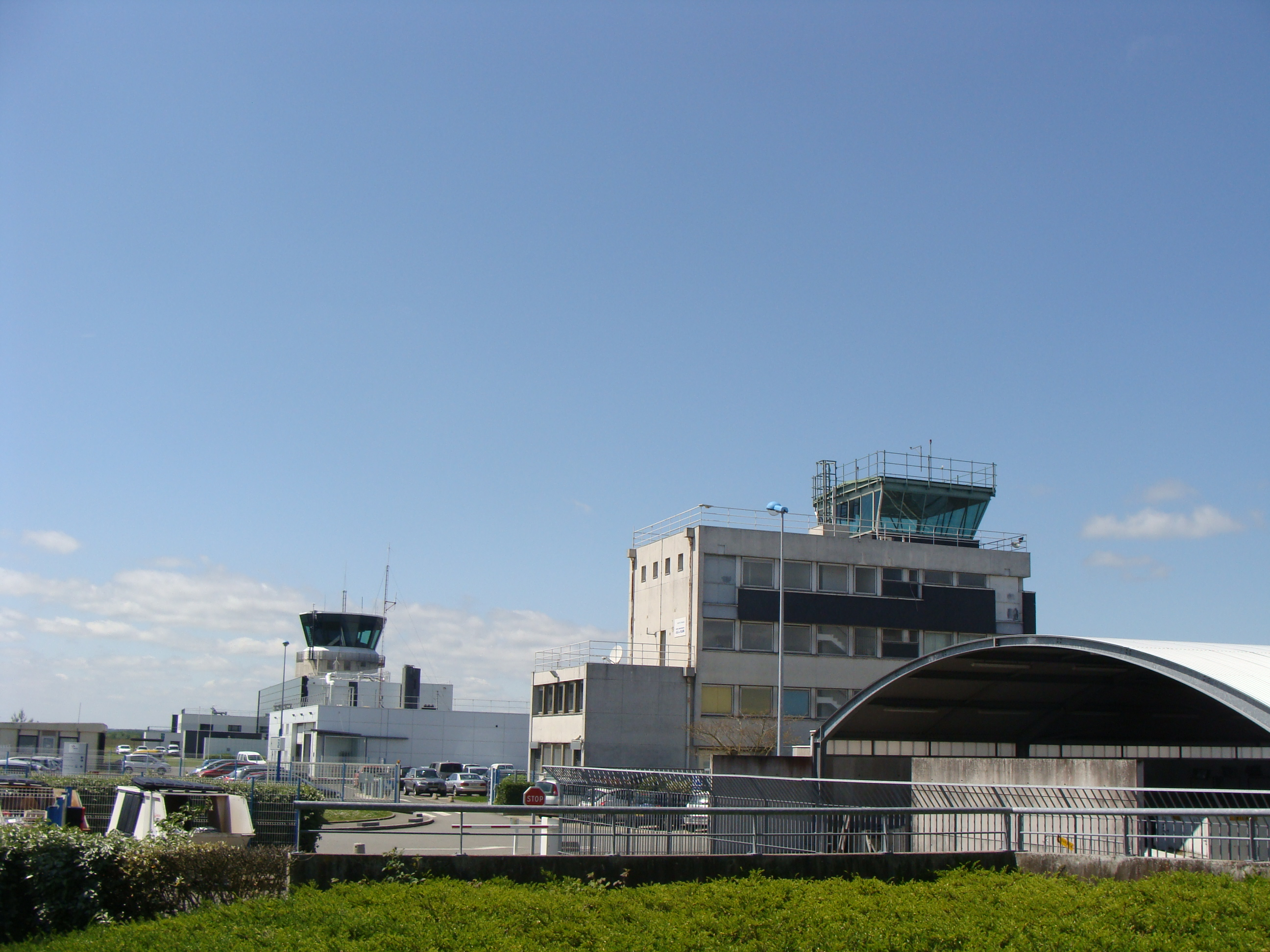
Airport Rennes

Am Flughafen kann JET A1 und AVGAS getankt werden. Auf einer Fläche von 12.000 m² können maximal 1.000.000 Passagiere jährlich abgefertigt werden.
Befeuerungen: HI/BI auf 10/28, PAPI auf 10. ILS Cat I ist auf 10/28 vorhanden.

## Statistik
Passagierzahlen:
- 2004: 377.325 Passagiere
- 2010: 411.841 Passagiere
- 2014: 501.218 Passagiere

Frachtzahlen:
- 2004: 12.620 Tonnen
- 2010: 11.178 Tonnen
- 2014: 12.984 Tonnen